# Leyendas Pokémon: Z-A
Leyendas Pokémon: Z-A es el próximo videojuego desarrollado por Game Freak y publicado por Nintendo y The Pokémon Company para Nintendo Switch. Anunciado en febrero de 2024, forma parte de la novena generación de la serie de videojuegos Pokémon. Se desarrolla en Ciudad Luminalia, región de Kalos, que se encuentran basadas en París y Francia, respectivamente. Estas localizaciones aparecieron por primera vez en Pokémon X y Pokémon Y, lanzados para Nintendo 3DS en 2013. Es el segundo videojuego de la serie Leyendas Pokémon, después de Leyendas Pokémon: Arceus, lanzado en 2022 para Nintendo Switch. Su fecha de lanzamiento está prevista para el 16 de octubre de 2025.

## Ambientación
El juego tendrá lugar en la región de Kalos, región inspirada en Francia e introducida por primera vez en los videojuegos Pokémon X y Pokémon Y, lanzados en 2013. Según su tráiler, está ambientado durante un plan de desarrollo urbanístico en Ciudad Luminalia, basada en París.Nintendo aclaró más tarde que se llevará a cabo íntegramente dentro de dicha ciudad.
En el Pokémon Presents del 2025, se reveló el Hotel Z, regentado por A-Z y su Floette,  personaje de Pokémon X y Pokémon Y

## Desarrollo
El 27 de febrero de 2024, se anunció Leyendas Pokémon: Z-A durante una presentación de Pokémon Presents con una ventana de lanzamiento de 2025 de manera simultánea en todo el mundo. Al final del tráiler, también se anunció el regreso de la mecánica de la Mega Evolución, que se introdujo por primera vez en Pokémon X y Pokémon Y. Leyendas Pokémon: Z-A está siendo desarrollado por Game Freak.
El 27 de febrero del 2025 en el Pokémon Presents se anunció de que  los iniciales serán Chikorita, Pokémon inicial de segunda generación de tipo planta, Tepig, Pokémon inicial de quinta generación de tipo fuego, y Totodile, Pokémon inicial de segunda generación de tipo agua. Se introdujo la mecánica de que los Pokémon se podrán mover durante los combates, así para esquivar ataques de los oponentes.  
Los protagonistas introducidos son Harmony(para la protagonista femenina) y Paxton (para el protagonista masculino)
Se presentaron más personajes como Urbain ( Urbi en España o Vinci en Hispanoamérica) , Taunie (Muni en España o Civi en Hispanoamérica), que supuestamente serían los rivales del juego; a Jett (Viona en español), presidenta de Quasteler S.A. ; y Vinnie (Airén en español), empleado de dicha empresa.
Además, este será el primer juego de la saga principal en contar con el idioma Español Latinoamericano, algo que pidieron los fans de dicha región hace poco  (aunque no es el primero, el primero fue Juego de Cartas Coleccionables Pokémon Live y después hizo lo mismo Pokémon GO), y la primera vez de que en un tráiler para Latinoamérica se mencione el título en español en vez de inglés como el primer tráiler. Lo que destaca de esta traducción es que algunos personajes tendrán su nompre propio en español latino (como Vinci y Civi,que en España se llaman Urbi y Muni respectivamente) en vez de compartir los nombres del inglés o del español de España como en el anime, también empezaron a tomar términos del doblaje del anime como Pokébola, tacleada, hojas navaja, etc; y agregando términos completamente nuevos.